# Manó Széchényi

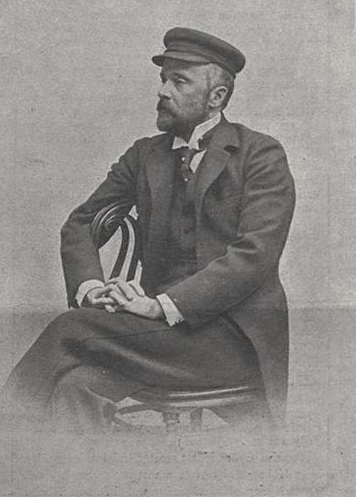
Manó Széchényi

Graaf Manó Széchényi de Sárvár-Felsővidék (Sopron, 30 juli 1858 – Sennyefa, 29 december 1926) was een Hongaars politicus, die van 1898 tot 1900 Minister naast de Koning was. 
Hij was een telg van het adelsgeslacht Széchényi. Tijdens zijn loopbaan was hij ambassadeur voor het Duitse Keizerrijk, het Koninkrijk Griekenland en het Koninkrijk Italië. Hij was lid van de Orde van Malta en speelde een grote rol in de vredesconferenties over de Grieks-Turkse Oorlog van 1897, waarvoor hij werd onderscheiden in de Leopoldsorde. 